# Teleocichla proselytus
Teleocichla proselytus är en fiskart som beskrevs av Kullander, 1988. Teleocichla proselytus ingår i släktet Teleocichla och familjen Cichlidae. Inga underarter finns listade i Catalogue of Life.